# Storm Chasers – Im Auge des Sturms
Storm Chasers – Im Auge des Sturms (Originaltitel: Storm Chasers: Revenge of the Twister) ist ein US-amerikanischer Katastrophenfilm, der in den USA spielt.

## Handlung
Der Film beginnt im Institut für Sturmforschung in Norman, Oklahoma. Dort wird ein ungewöhnlicher Tornado bei Laporte entdeckt. Diesen soll die Meteorologin Jamie vor Ort untersuchen. Aufgrund des hohen Schadens ist auch die FEMA mit einem Team am Einsatzort und Mitarbeiter Will, der ihr von der Teamleiterin Wallace zugeteilt wird, nimmt sie in Empfang.
Zunächst fahren beide zum Ort des Geschehens. Während der Fahrt fallen einige merkwürdige Dinge auf. So gibt es auf einem Berg ein Doppler-Radar, Strommasten und ein Experimentierfeld ist zu sehen. Auf dem Gelände werden dem Anschein nach Raketen getestet. Die Anlage nennt sich Pine Feather und steht im militärischen Sperrgebiet. Während der ersten Zeit macht sich Jamie durch ihre barsche und teilweise überhebliche Art unbeliebt. Dazu kommt, dass sie kein Interesse an den Aktivitäten vor Ort, z. B. einem Gedenkgottesdienst für die Sturmopfer zeigt, was sich später bessert. So wird sie von Will gerettet, nachdem sie das militärische Sperrgebiet unbefugt betreten hat und von der Security verfolgt wurde. Für die Zeit der Untersuchung übernachtet sie auf einer Berganhöhe. Auf dieser gibt es immer wieder ungewöhnliche Wetterphänomene: Scherwinde, wo keine sein dürften und Kugelblitze sowie Gewitter ohne Regen.
Um den Zusammenhang zwischen der Anlage und dem Wetter zu verstehen, hackt Jamie sich in den Zugang zu den Unterlagen von Pine Feather. Für den Einsatz hatte Jamie einen SUV beantragt, der aufgrund der Budgetkürzung der Behörde von ihren Chefs abgelehnt wird. Auch mit der Einsatzleiterin Wallace gibt es Probleme, da sie Jamie mit den unbedachten und eigenmächtigen Aktionen als Sicherheitsrisiko sieht. Schließlich fährt sie mit Will zum Institut für Sturmforschung in Oklahoma und spricht mit ihren Chefs persönlich. Während der Fahrt spricht sie mit Will darüber, dass sie einst bei einem Unwetter ihren Mann verloren hat. Außerdem geht es um eine mögliche Beziehung der beiden. Ihr Mann starb bei einer Tornadojagd in einem Sturm. Im Sturmzentrum angekommen, schildern beide die ungewöhnlichen Wetterereignisse und erfahren, dass Pine Feather ein Projekt der NASA ist.
Um weiter forschen zu können, stehlen Jamie und Will das Untersuchungsfahrzeug der Behörde und fahren mit diesem nach Laporte zurück. Auf der Fahrt geraten sie in ein Sturmsystem, bei welchem mehrere Tornados aus einer Superzelle heraus entstehen. Von einem wird das Fahrzeug getroffen, beide können sich aber vorher unter eine Brücke retten. Das Verhältnis zwischen Will und Jamie hat sich nun so verbessert, dass Will fragt, ob sie nicht gemeinsame Ferien machen wollen. Auch die Chefs sind froh, da das Fahrzeug, ausgestattet mit Kameras, ein Video vom Auge des Tornados gemacht hat und das Budget des Instituts für Sturmforschung erhöht wird.

## Kritik
TV Spielfilm gibt eine mittlere Wertung und urteilt, der „windige TV-Nachklapp“ sei ein „laues Stürmchen nach „Twister“-Art“.